# Across the Universe – Csak a szerelem kell
Az Across the Universe – Csak a szerelem kell (eredeti cím: Across the Universe) 2007-ben bemutatott brit–amerikai romantikus filmmusical-dráma, melyet Julie Taymor írt és rendezett. A főbb szerepekben Evan Rachel Wood, Jim Sturgess és Joe Anderson látható. A film cselekménye a The Beatles zenéi köré épül, a több mint kétórás filmben összesen 34 Beatles-nóta csendül fel.
Világpremierje 2007. szeptember 14-én volt a Torontói Nemzetközi Filmfesztiválon, majd október 12-én mutatták be az amerikai mozikban. A film hatalmas anyagi bukésnak bizonyult és vegyes kritikákat kapott. Ennek ellenére jelölték egy Oscar- és egy Golden Globe-díjra is.

## Cselekmény
Jude liverpooli dokkmunkásként tengeti mindennapjait, édesanyjával él kettesben a város egyik szegényebb kerületében. Az amerikai álom azonban őt is utoléri és elhatározza, hogy szerencsét próbál a tengeren túl, miközben titkon azt is reméli, hogy találkozhat soha nem látott édesapjával. Eközben Lucy éppen búcsút vesz szerelmétől, Danieltől, aki bevonult katonának és szolgálatot vállalt Vietnamban. Prudence pedig Ohióban, a szurkolócsapat egy másik lány tagjáról álmodozik.
Jude miután áthajózott a tengeren, találkozik az édesapjával, aki a Princeton Egyetemen dolgozik portásként. Miközben őt keresi a kampuszon, összefut Lucy bátyjával, Maxszal, aki csak azért megtűrt diákja a nagynevű egyetemnek, mert az apja befolyásos ügyvéd. Barátok lesznek, Max meghívja hozzájuk hálaadásra, ekkor találkozik először Lucyval, akihez első pillanattól kezdve vonzódik.
Max megunja a sok elvárást, amelyet a szülei támasztanak vele szemben és ráveszi Jude-ot, hogy költözzenek New Yorkba. A lakás, ahol albérlők lesznek, Sadie tulajdonában van, aki énekesnő. Miközben Jude és Max ismerkednek a nagyvárossal, JoJo az 1967-es detroiti zavargásban elveszíti öccsét. Ennek hatására úgy dönt, hogy gitárral a hátán ő is a Nagy Alma felé veszi az útját. Meglátja Sadie zenekarának hirdetését egy bár ajtaján, amelyben gitárost keresnek, így lesz része ő is a társaságnak. Prudence nem sokkal később csatlakozik. A fürdőszoba ablakon át mászik be az életükbe, miután erőszakos exbarátja elől elmenekült otthonról.
Lucy barátja, Daniel, életét veszti a háborúban, így a lány is úgy dönt, hogy követi bátyját a nagyvárosba, ahol rövid időn belül összemelegednek Jude-dal. Sadie és JoJo bimbózó kapcsolatának egyedül Prudence nem örül, mert vonzódik az énekesnőhöz, ezért kiválik a csapatból, de egy LSD-túrán újra találkoznak, amikor Max, Jude, Lucy, Sadie és JoJo felszállnak a drog-guru, Doctor Robert hippi-buszára, aki végül a semmi közepén hagyja őket, mert nem akarnak vele Kaliforniába menni.
A fiatalok visszamennek New Yorkba. Maxot besorozzák, Lucy pedig egyre inkább szimpatizál a radikális Vietnam-ellenes mozgalommal (SDR – Students for a Democratic Republic), egy tüntetésen pedig megismerkedik annak karizmatikus vezetőjével, Pacóval. Jude fokozatosan bontakoztatja ki művészi énjét, de Lucyval való kapcsolata válságba kerül. A lány túlságosan beleveti magát a háború ellenes harcba és nem veszi észre, hogy fokozatosan távolodik el a fiútól. Ennek végkifejlete az lesz, hogy Jude betör a mozgalom főhadiszállására és lehetetlen viselkedésével kényelmetlen helyzetbe hozza a lányt, aki ezért elhagyja. JoJo és Sadie kapcsolata is összedől, mivel a lány visszautasíthatatlan ajánlatot kap a menedzserétől, aminek azonban az az ára, hogy hátrahagyja a régi zenekarát, így JoJot is. A fiú ezt nagyon rossz néven veszi, szakítanak.
Ezt követően egy SDR-tüntetés nagyon balul sül el, Lucyt és a többi tagot bebörtönzik és mivel Jude a tömegből kiválva szeretne segíteni a lánynak, ő is börtönbe kerül.
Édesapja ezen a ponton lép ismét a képbe, igazolja a fiát, de mivel Jude vízum nélkül tartózkodik az ország területén, kitoloncolják. Visszatér régi életéhez, de már nem találja a helyét. Sadie ugyan énekesnőként egyre feljebb tör a siker felé, de nem boldog. Max megsebesül Vietnamban, ezért hazaküldik, de már nem ugyanaz az ember, morfiumfüggő lesz. Lucy még mindig tagja az SDR-nek, de kiábrándul belőle, amikor észreveszi, hogy Paco egyre radikálisabb irányba tereli a mozgalmat, ezért otthagyja őket.
Jude egy újság címlapján olvassa, hogy egy házi készítésű bomba felrobbant az SDR-székházban és megölte a jelenlévőket. Jude azt hiszi, hogy Lucy is életét vesztette, de miután Maxtól megtudja, hogy a lány él, úgy dönt, legálisan visszatér az Államokba. Miután megérkezett, Max elviszi JoJo és Sadie (akik időközben kibékültek) tetőkoncertjére abban a reményben, hogy ott majd találkozik Lucyval. A rendőrség azonban majdnem meghiúsítja a terveiket, mert lezárja az épületet, így a fiúk még igen, de Lucy már nem tud feljutni a tetőre. Jude azzal hidalja át ezt a problémát, hogy odaáll a mikrofonhoz és énekelni kezd. Ezt a már hazafelé tartó Lucy meghallja és mivel abba az épületbe nem mehet be a barikád miatt, a szomszéd épület tetejére áll ki, ahol Jude végül észreveszi. Egymást nézik szerelmesen, miközben a Lucy in the Sky with Diamonds című számra lassan elsötétül a kép.

## Szereplők
A szereplők többségének nevét a The Beatles dalai inspirálták, melyek címei zárójelben olvashatóak
- Evan Rachel Wood – Lucy ("Lucy in the Sky with Diamonds")
- Jim Sturgess – Jude ("Hey Jude")
- Joe Anderson – Max ("Maxwell's Silver Hammer")
- Dana Fuchs – Sadie ("Sexy Sadie")
- Martin Luther McCoy – Jo-Jo ("Get Back")
- T.V. Carpio –  Prudence ("Dear Prudence")
- Spencer Liff – Daniel ("Rocky Raccoon")
- Lisa Hogg – Molly ("Ob-La-Di, Ob-La-Da")
- Angela Mounsey – Martha Feeny, Jude anyja ("Martha My Dear")
- Robert Clohessy – Wesley "Wes" Hubert, Jude apja
- Dylan Baker és Linda Emond – Carriganék, Lucy szülei[2]
- Lynn Cohen – Carrigan nagyi
- Bill Irwin – Teddy nagybácsi ("Teddy Boy")
- Timothy T. Mitchum – Jo-Jo öccse
- Carol Woods – Gospel énekes a temetésen ("Let It Be")
- Joe Cocker – csavargó / strici / dühös hippi
- Jacob Pitts – Rat magazin alkalmazottja
- Staceyann Chin – Rat magazin alkalmazottja
- Harry Lennix – őrmester
- Logan Marshall-Green – Paco
- James Urbaniak – Bill, Sadie menedzsere ("The Continuing Story of Bungalow Bill")
- Bono – Dr. Robert ("Doctor Robert")
- Daniel Ezralow – apácafőnök  ("Happiness Is a Warm Gun")
- Eddie Izzard – Mr. Kite ("Being for the Benefit of Mr. Kite!")
- Arabella Holzbog – csínytevő
- Ekaterina Sknarina – Rita ("Lovely Rita")
- Salma Hayek – nővér ("Happiness Is a Warm Gun")

## Dalok listája
- "Girl" – Jude
- "Helter Skelter" – Sadie
- "Hold Me Tight" – Lucy
- "All My Loving" – Jude
- "I Want to Hold Your Hand" – Prudence
- "With a Little Help from My Friends" – Max, Jude
- "It Won't Be Long" – Lucy
- "I've Just Seen a Face" – Jude
- "Let It Be"
- "Come Together" – Jojo
- "Why Don't We Do It in the Road?" – Sadie
- "If I Fell" – Lucy
- "I Want You (She's So Heavy)" – Max
- "Dear Prudence" – Sadie, Jude, Lucy, Max
- "Flying" (Instrumental) – The Secret Machines
- "Blue Jay Way" – The Secret Machines
- "I Am the Walrus" – Dr. Robert (Bono)
- "Being for the Benefit of Mr. Kite!" – Mr. Kite
- "Because" – Lucy, Jude, Max, Sadie, Prudence, Jojo
- "Something" – Jude
- "Oh! Darling" – Sadie és Jojo
- "Strawberry Fields Forever" – Jude és Max
- "Revolution" – Jude
- "While My Guitar Gently Weeps" – Jojo és Jude
- "Across the Universe" – Jude
- "Helter Skelter (Reprise)" – Sadie
- "And I Love Her"
- "Happiness Is a Warm Gun" – Max
- "A Day in the Life (Instrumental)" – Jeff Beck
- "Blackbird" – Lucy
- "Hey Jude" – Max
- "Don't Let Me Down" – Sadie és Jojo
- "All You Need Is Love" – Jude, Sadie, Prudence, Jojo
- "Lucy in the Sky with Diamonds" – Bono és The Edge

## Fordítás
- Ez a szócikk részben vagy egészben  az   Across the Universe (film) című angol Wikipédia-szócikk ezen változatának fordításán alapul.  Az eredeti cikk szerkesztőit annak laptörténete sorolja fel. Ez a jelzés csupán a megfogalmazás eredetét és a szerzői jogokat jelzi, nem szolgál a cikkben szereplő információk forrásmegjelöléseként.